# Bukit Kauman
Bukit Kauman is een bestuurslaag in het regentschap Kuantan Singingi van de provincie Riau, Indonesië. Bukit Kauman telt 846 inwoners (volkstelling 2010).